# Capitonius ghilianii
Capitonius ghilianii är en stekelart som först beskrevs av Maximilian Spinola 1851.  Capitonius ghilianii ingår i släktet Capitonius och familjen bracksteklar. Inga underarter finns listade.